# 佐多愛彦

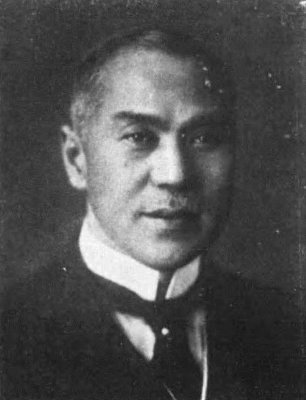
佐多愛彦

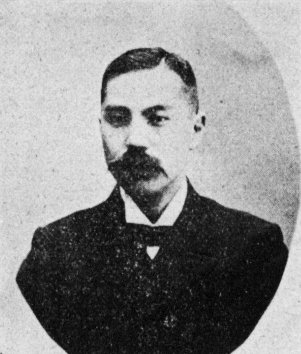
佐多愛彦

佐多 愛彦（さた あいひこ、明治4年9月17日（1871年10月30日） - 昭和25年（1950年）3月4日）は、日本の医学者。府立大阪医科大学（現在の大阪大学医学部）学長。

## 来歴・人物
鹿児島県出身。佐多直隆の四男として生まれる。鹿児島医学校を経て、1890年（明治23年）に帝国大学（現・東京大学）選科を卒業。同大学助手、市立富山病院医員を務めた後、1894年（明治27年）に府立大阪医学校教諭となった。1897年（明治30年）よりドイツに留学し、1900年（明治33年）に帰国。帰国とともに医学博士の学位を得た。
1902年（明治35年）、府立大阪医学校校長・同病院長に就任し、医学校が大阪医科大学に改組されると引き続き学長を務めた。また竹尾結核研究所初代所長、大阪血清薬院初代院長を歴任した。
その他、ドイツのハレ自然科学帝国学士院会員、フライブルク大学名誉評議員、日独文化協会会長を務め、1930年（昭和5年）には第8回日本医学会総会会頭を務めた。

## エピソード
『佐多愛彦先生傅』の序文を書いている大久保利武によると1915年の大阪府立大阪医学校の大阪府立大阪医科大学への改組においては、当時、大阪府知事だった大久保と佐多が同郷で協力関係にあったことが大きいとしている。
無類の相撲好きとして知られ、大阪府立高等医学校では相撲を選択必須科目とし朝日山部屋などの指導を仰ぎ、さらに周辺各校が続き学生相撲が普及し始めると、佐多は関西の学生相撲大会を企画、これは後の全国学生相撲選手権大会となった。大阪相撲の応援にも力を注ぎ、新世界の大阪国技館の建設に尽力。大錦大五郎の横綱昇進に際しては、吉田司家に対しては佐多の実兄が司家の子息の上司である縁を生かし交渉し、さらに東京角力協会に対しては北里柴三郎に斡旋を依頼、大錦は横綱免許を得ることができた。春秋園事件に際しては天竜一派を後援し、天竜の結婚式では仲人を務めた。

## 家族
佐多家は鹿児島県士族で、知覧島津家第18代当主・島津久峰（薩摩藩第5代藩主・島津継豊三男）から分かれた分家である。祖母の従兄弟は元帥陸軍大将川村景明夫人、陸軍中将佐多武彦は兄。参議院議員を務めた佐多忠隆は甥（長兄・直正の次男）。夫人は産婦人科医櫻井郁二郎の娘。四男は伊藤博文と桂太郎の孫と、次女は九州大学医学部教授三宅博と結婚している。